# San Mateo (Isabela)
San Mateo (Bayan ng San Mateo) es un municipio filipino de primera categoría perteneciente a la provincia de La Isabela en la Región Administrativa de Valle del Cagayán, también denominada Región II.

## Geografía
San Mateo se encuentra en el oeste de la provincia, 351 kilómetros al norte de Manila,  al oestede la Cordillera Central, en el valle de los Magat-Rivers. 
Tiene una extensión superficial de 120.60 km² y según el censo del 2007, contaba con una población de 57.885 habitantes y 11.283 hogares; 60.792 habitantes el día primero de mayo de 2010
Son municipios vecinos son Alfonso Lista en la provincia de Ifugao, Ramón, Alicia, Ciudad de Cauayan, Cabatuan y Aurora.

### Comunicaciones
Accesible por la Carretera Marhalika. El aeropuerto más cercano es el de Cauayán  servido por la aerolínea Cebu Pacific que opera cuatrodías a la semana. 

### Barangayes
San Mateo, desde un punto de vista administrativo, se divide en 33 barangayes o barrios, 20 de carácter rual y los 13 restantes urbanos.
| - Bacarreña - Bagong Sikat - Bella Luz - Dagupan - Daramuangan del Norte - Daramuangan del Sur - Estrella - Gaddanan - Malasin - Mapuroc - Marasat Grande | - Marasat Pequeño - Casco Viejo I - Casco Viejo II - Barangay I (Población) - Barangay II (Población) - Barangay III (Población) - Barangay IV (Población) - Salinungan del Este - Salinungan del Oeste - San Andrés - San Antonio | - San Ignacio - San Manuel - San Marcos - San Roque - Sinamar del Norte - Sinamar del Sur - Victoria - Villafuerte - Villa Cruz - Villa Magat - Villa Gamiao (Buyón) |

## Gastronomía
En San Mateo se cultiva el frijol mungo, base del popular postre  halo-halo. El frijol mungo es también conocido como el oro negro de San Mateo.